# M.I.A.M.I.
M.I.A.M.I. (Money Is A Major Issue) è l'album di debutto del rapper statunitense Pitbull, uscito il 24 agosto 2004. Primo singolo ad essere stato estratto è Culo. Il disco ha anche raggiunto la 14ª posizione di Billboard 200.

## Tracce
1. "305 Anthem" (featuring Lil Jon)
2. "Culo" (featuring Lil Jon)
3. "She's Freaky"
4. "Shake It Up" (featuring Oobie)
5. "Toma" (featuring Lil Jon)
6. "I Wonder" (featuring Oobie)
7. "Get on the Floor" (featuring Oobie)
8. "Dirty" (featuring Bun B)
9. "Dammit Man" (featuring Piccalo)
10. "We Don't Care Bout Ya" (featuring Cubo)
11. "That's Nasty" (featuring Lil Jon & Fat Joe)
12. "Back Up"
13. "Melting Pot" (featuring Trick Daddy)
14. "Hustler's Withdrawal"
15. "Hurry Up and Wait"
16. "C--o 'Miami Mix'" (featuring Lil Jon & Mr. Vegas)